# Антитіла (гурт)
Антитіла́ — український поп-рок-гурт із Києва, що виник у 2007 році. Фронтменом гурту є Тарас Тополя. Репертуар «Антитіл» переважно складається з пісень українською мовою.

## Історія

### Ранні роки
Навесні 2007 гурт з піснею «Я не забуду першу ніч» взяв участь у телепрограмі «Шанс». Він був єдиним учасником проєкту, що виступав без записаного супроводу і виконував власну пісню, а не переспіваний хіт. Гурт не став переможцем шоу, але за тиждень після виходу програми в ефір пісня «Я не забуду першу ніч» була завантажена більше ніж 30 тис. разів з офіційного сайту гурту. Пісня транслювалася кількома радіостанціями.
Датою створення гурту можна вважати 21 червня 2004 року[джерело?] (перший виступ лідера гурту Тараса Тополі з піснею «Антитіла» в одному з клубів Києва). Але у звичному складі — січень 2008 року. Після телепроєкту «Шанс» відбулися зміни у його складі, почалася активна робота над новим звучанням і свіжим матеріалом. У грудні 2008 гурт видає перший повноцінний альбом — «Будувуду» (16 пісень). Презентація відбулась у культовому клубі «44» міста Києва. Разом з альбомом вийшло дебютне відео «Будувуду», яке часто транслювалося в телеефірах українських музичних каналів, і за два тижні ротації очолило хіт-парад каналу М1.
У 2008 році гурт «Антитіла» отримав гран-прі музичного фестивалю «Перлини сезону», за результатами опитування радіостанції «Джем-Фм» його визнали «Найкращим дебютом року» і нагородили премією «Непопса». Музичний колектив внесли до презентаційного збірника «Мистецький Олімп України 2008—2009» за збереження українського мелосу в сучасному молодіжному та естрадному мистецтві. Канал MTV запропонував гурту вирушити у всеукраїнський тур «Запуль зірку в Ліверпуль»..
У 2008—2010 роках «Антитіла» співпрацювали з продюсерським центром «Catapult Music».
2009 року гурт став одним із п'яти номінантів від України на «MTV EMA-2009» (Europe Music Awards). Музиканти випустили нові кліпи — «Бери своє», «Рожеві діви», «Вибирай».
Влітку 2010 року «Антитіла» припинили співпрацю з «Catapult Music»: увесь менеджмент та концертну діяльність взяв на себе клавішник та аранжувальник гурту Сергій Вусик. В той же час музиканти отримують право представляти Україну на європейському фестивалі Сіґет у Будапешті. «Антитіла» стали хедлайнерами сцени «MTV Headbangers».
Наприкінці 2010 року гурт вирушив у перший великий клубний тур містами України.
Пісня гурту «А я відкривав тебе» у 2010 році стала саундтреком до короткометражного фільму «Собачий вальс» з Адою Роговцевою в головній ролі. Фільм увійшов до кіноальманаху «Закохані в Київ». На основі цієї кінострічки з'явився відеокліп.
Восени 2011 року гурт закінчив роботу над другим альбомом «Вибирай». Презентація альбому відбулася в Києві, згодом гурт вирушив у промо-тур Україною. Платівка «Вибирай» включала 11 пісень і 3 бонуси, серед яких російськомовна композиція «Смотри в меня», що у 2012 році потрапила до рокового російського хіт-параду «Чартова дюжина 13» радіостанції «Наше радио» і три місяці поспіль трималася на його вершині. Концепція диску має яскраво виражене соціальне спрямування текстів та більш важке звучання колективу. У піснях, окрім любовної лірики, гурт зачіпає гострі суспільно-соціальні теми.
Критики відзначали, що вперше за довгий час молодий український гурт, дебютуючи, відразу підкорив російського слухача. «Антитіла» випустили відеокліп пісні «Смотри в меня», режисером якого став культовий український режисер Віктор Придувалов.
Також о 2011 році декілька пісень гурту увійшли у російський фільм «Прятки», а самі музиканти взяли участь у стрічці, знімаючись у ролі самих себе. Влітку цього ж року гурт записав офіційний гімн українського етапу перегонів «Формули-1» на воді. Так з'явилася пісня «F1H2O», а пізніше і відеокліп.

### Визнання

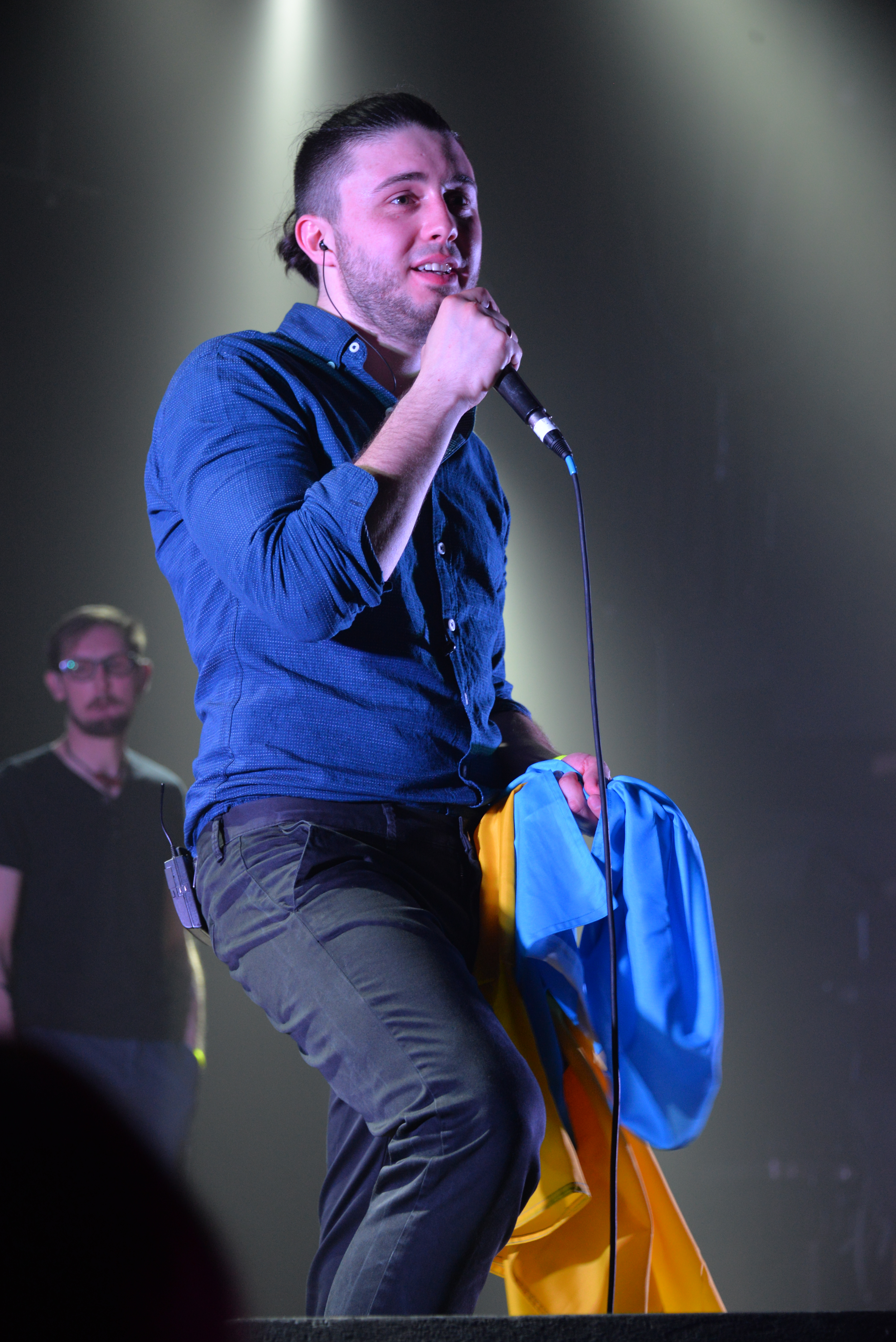
Тарас Тополя в концертному залі «Опера Гауз» у Торонто

Влітку 2012 року вийшов сингл «І всю ніч», а пісня стала головним літнім хітом в Україні. Слідом вийшов сингл і кліп на пісню «Невидимка». Пісня привертає увагу до теми переривання вагітності у дівчат.
Майже цілу осінь 2012 року музиканти провели у всеукраїнському open air турі, проїхавши з концертами всі великі міста країни і здебільшого виступаючи на відкритих майданчиках. На деяких виступах гурту були присутні до 5 тис. глядачів.
У листопаді гурт посилено працював над спільною піснею «Полінезійська зима» з рок-гуртом «Табула Раса». Зйомки відеокліпу до російсько-українського зимового хіту відбувалися на головній футбольній арені України — НСК «Олімпійський».
Не перериваючи творчий і концертний процес, Сергій Вусик, клавішник і аранжувальник гурту, став автором саундтреку до спільного україно-нігерійського фільму «Легка, як пір'їнка». Прем'єра фільму відбулась влітку на Каннському фестивалі. Головний саундтрек «MyEverything» виконала співачка Гайтана.
Наприкінці 2012—на початку 2013 року «Антитіл» було відзначено в 5 номінаціях премії «Чартова дюжина» від московської станції «Наше радио» за творчі досягнення в області рок-н-ролу. Також гурт дав свій перший концерт у Росії, у московському клубі «16 тонн». В лютому 2013 року гурт представив новий кліп на російськомовну пісню «Тебе моя невеста».
Лютий 2013 — гурт вирушає у концертний тур Україною, під назвою «Мова». Гастролі розпочалися в залі «Химера» в центрі Львова. Головним треком туру стала пісня «ЇдемЇдем (МОВА)», відео на яку було презентовано 18 травня під час фінального концерту у Києві.
15 травня 2013 року, триває Національна Музична Церемонія «Українська пісня року». В номінації «Майбутнє української пісні», гурт отримує музичну нагороду «Хітовий гурт 2012 року». «Антитіла» зібрали найбільшу кількість голосів від телеглядачів за пісню «Невидимка». Кліп на цю пісню також отримав премію «Найкращий кліп 2012 року» у рок-номінації, за версією музичного інтернет-порталу «Navsi100».

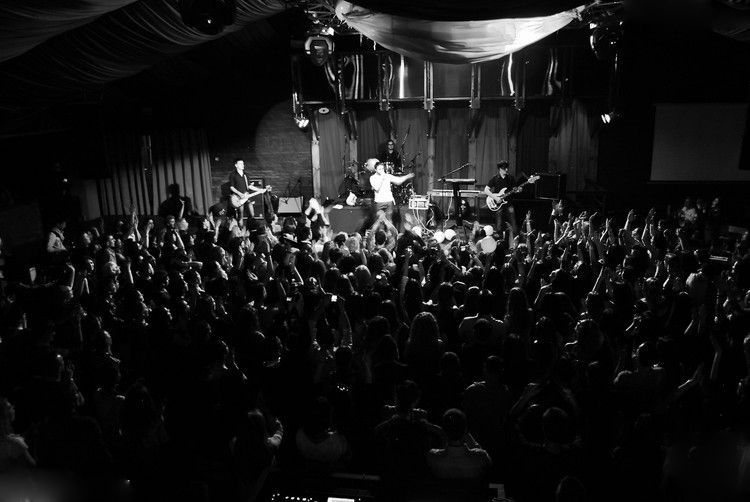
Концерт у Полтаві, 2013 рік

2013 — гурт презентує кліп «Як ангели», і третій альбом «Над полюсами». Презентація відбулась 29 листопада в київському клубі CaribbeanClub. Після презентації гурт приєднався до мітингу зі студентами на Майдані Незалежності, де в цю ж ніч відбувся розгін мирного протесту. Антитіла займають активну громадянську позицію та виступають з піснями на сцені Євромайдану підтримуючи український народ. Головним треком концерту на Майдані була пісня «Незалежний», що отримала згодом відео кліп змонтований з кадрів знятими музикантами під час розгону Майдану та поїздок в зону АТО.
2014 — «Антитіла» вирушають у однойменний міжнародний тур на підтримку нового альбому і паралельно займаються волонтерською діяльністю, допомагаючи воїнам АТО. Того ж року, з політичних міркувань гурт покидає Віктор Раєвський, який згодом переїзджає жити в росію, а місце нового бас-гітариста займає Микита Астраханцев.
У січні 2015 виходить кліп на пісню «Завжди моя», який присвячений Україні та її захисникам.
23 травня 2015 р. гурт випускає четвертий альбом «Все красиво».
Вересень 2015 р. — режисер Кадім Тарасов створює для «Антитіл» незвичний відеокліп на пісню «Мені тебе мало». Сергій Вусик виконує в ньому головну роль.
Музиканти продовжують здійснювати волонтерську діяльність. Під впливом цих подій Тарас Тополя пише пісню «У книжках». Майбутній хіт стає одним із найдраматичніших треків гурту періоду війни. У листопаді 2015 року виходить кліп на цю пісню.

### Становлення
Січень 2016. За декілька днів до річниці трагедії, що забрала лідера гурту «Скрябін» Андрія Кузьменка, на прохання мами Кузьми, «Антитіла» створюють і презентують кліп і переспів пісні «Люди, як кораблі». Тарас Тополя вже виконував цю пісню разом з музикантами гурту «Скрябін» під час концертів пам'яті Кузьми у Києві та Львові.

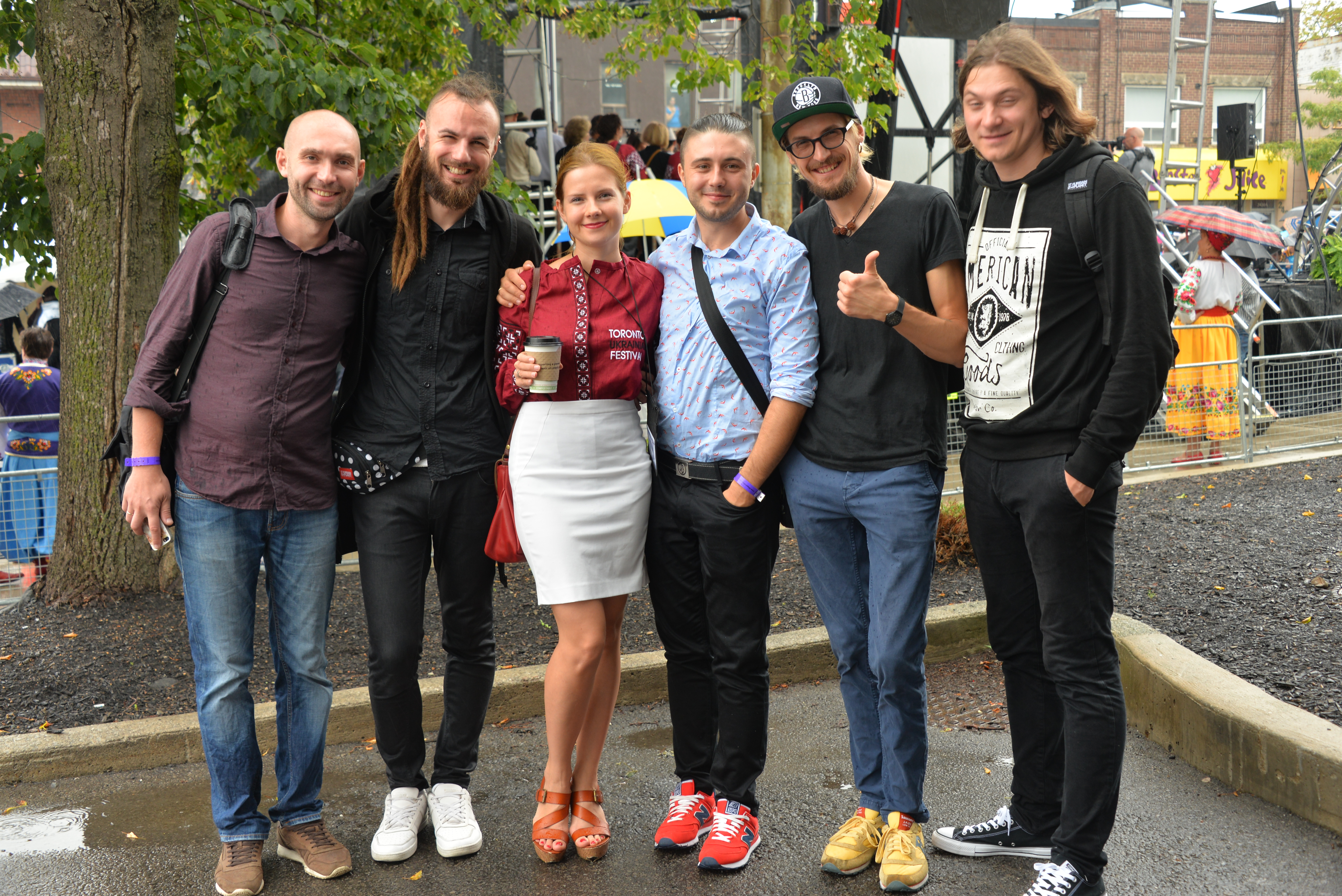
На Українському фестивалі в Торонто

Наприкінці 2015 року «Антитіла» готують нову концертну програму до всеукраїнського туру «Все красиво» на підтримку однойменного альбому. Тур стартував 13 лютого 2016 року у Львові та був завершений 1 квітня у Миколаєві. Гурт зіграв 20 аншлагових концертів, з яких шість були заповнені ущерть. У перервах між гастролями виходить кліп «Молоком». Після української частини туру гурт покидає гітарист Микита Чухрієнко, на його місце приходить Дмитро Жолудь. В оновленому складі музиканти розпочинають фестивальний сезон, а у липні вирушають до Нью-Йорка з великим концертом в рамках фестивалю «Nadiya Ye».
10 вересня 2016 року презентовано кліп і пісню «Танцюй» що стала початком зміни музичного стилю гурту. Режисер відео Дмитро Маніфест.
Кінець вересня 2016 р. «Антитіла» — хедлайнери фестивалю «Bloor West Village» у Торонто.
По поверненню до Києва, гурт активно працює над створенням нового альбому «Сонце», паралельно готуючись до зйомок кліпу на пісню «Одинак». Сюжет тримається в таємниці до моменту його онлайн-презентації 22 листопада. Головну роль в цій роботі зіграв відомий актор Олексій Горбунов, а режисером є Віктор Придувалов. Пісня «Одинак» стає однією з провідних у майбутній платівці, і також саундтреком до однойменного серіалу, музику до якого написав клавішник гурту Сергій Вусик.
9 грудня «Антитіла» презентують новий макси-сингл «Сонце», який складається з 9 композицій. Альбом представлений в електронному вигляді на всіх відомих online-ресурсах, а також на матеріальних носіях — CD і Flash-карті в упаковці DigiPak.
Наприкінці 2016 року «Антитіла» анонсують наймасштабніший за їхню історію тур «Сонце» 2017, в якому налічується близько 50 концертів протягом трьох місяців. Окрім обласних центрів його географія охопила і прифронтові міста України: Сєверодонецьк, Покровськ, Краматорськ, Маріуполь. Тур розпочався у Львові 14 лютого, переповненим шанувальниками залом «Південного ЕХРО». За березень місяць гурт відіграв 29 концертів, встановивши рекорд України з найбільшої кількості зіграних касових концертів за один місяць. Під час туру фронтмен Тарас Тополя, спільно з проєктом «U-Report» від фонду ЮНІСЕФ, відвідує ВНЗ України, де зустрічається зі студентами і спілкується з ними про важливі теми сучасності.
Українська частина туру завершується 22 квітня у місті Самбір. За декілька днів «Антитіла» вирушають за Атлантичний океан, відкриваючи гастрольну історію містами Америки і Канади, а саме: Чикаго, Міннеаполіс, Нью-Йорк, Даллас, Х'юстон, Сіетл та Ванкувер, зібравши всюди повні зали.
Крапкою у масштабному турі «Сонце» став фінальний open-air концерт на вертолітному майданчику КВЦ «Парковий» 25 травня, який зібрав понад 3 тис. слухачів.
По закінченню туру «Сонце» Антитіла спільно з режисерами Дмитром Маніфестом та Дмитром Шмураком розпочинають зйомки відео на пісню «Фари». Кліп був презентований 11 липня в онлайн-трансляції на youtube-каналі «Нового каналу». Відео-робота «Фари» стала вже четвертим зафільмованим треком з альбому «Сонце».
В кінці літа 2017 року у гурті відбуваються зміни, на місце Дениса Швеця і Микити Астраханцева, приходять барабанщик Дмитро Водовозов і бас-гітарист Михайло Чирко.

### 2019—2021
Взимку 2018, в оновленому складі, після осінньої роботи на студії, АНТИТІЛА представляють пісню «TDME», а згодом презентують Lyric-video та офіційний відео-кліп на цю композицію. Успіх треку приносить команді перші позиції в українських чартах, а телеканал «1+1» залучає пісню в якості головного
саундтреку до молодіжного серіалу «Школа».
Після успіху пісні і відеоробіт (кліп і лірик-відео) «TDME» група АНТИТІЛА у серпні 2018 року презентує другу роботу з майбутнього альбому «Hello» — «Лови момент».
Відеоробота «Лови момент» побудована на щирості і від початку до кінця пронизана метафорами — в стилі Антитіл. Сценарій був вигаданий Тарасом Тополею та Сергієм Вусиком. Людські стосунки стали головним меседжем кліпу — цілісність і єдність — те, без чого люди не зможуть вижити на Землі.
Режисером зйомки коліпу «Лови Момент» став Дмитро Маніфест, який разом з командою Антитіл не побоявся труднощів і пройшов цей найскладніший маршрут вздовш річки Чорний Черемош. У відео знялись члени гурту зі своїми близькими, зокрема Тарас Тополя з дружиною Оленою.
У листопаді 2018 року АНТИТІЛА презентували відеороботу на пісню «LEGO», головного саундтреку до нового фільму студії «Квартал 95» «Я, ти, він, вона», який вийшов у прокат напередодні Нового 2019 року. У зйомках кліпу взяв участь Володимир Зеленський, який грає головну роль.
В цей же період АНТИТІЛА реалізовують міжнародну колаборацію та презентують українську версію пісні «Symphony» відомого британського гурту Clean Bandit та випускають пісню «Символи», додавши британському хіту українського колориту та фірмового звучання гурту АНТИТІЛА.
В травні — червні 2019 року АНТИТІЛА провели свій перший стадіонний тур містами України під назвою «HELLO». Повні стадіони прихильників у Львові, Харкові, Полтаві, Одесі та завершаючий тур фінальний концерт у місті Київ, що був відзначений проданими в аншлаг двома поспіль
Палацами Спорту.
У січні 2019 року відбувається прем'єра пісні та кліпу «Вірила» Зйомки відбувалися в Україні та Португалії. Поблизу Лісабона, а також у селищі Кабесейраш-ді-Башту, що біля Фафе. В Україні були відзняті сцени у столярній майстерні. Художник-декоратор Віктор Бучковський спеціально створив цю локацію для зйомок кліпу.
В квітні 2019 року відбувся реліз шостого студійного альбому «Hello». Платівка «Hello» складається з десяти композицій. Чотири пісні ще до релізу отримали широку популярність, престижні відзнаки в шоу-індустрії країни, стали саундтреками кіно та серіалів. Це пісні «TDME», «Лови
момент», «Lego» та «Вірила». Також в альбом увійшли шість абсолютно нових треків. Кожна пісня з альбому має свій відеоряд: кліп або оригінальний аудіо віжуал, з оцифрованим обличчям музикантів гурту у стилі обкладинки альбому. Аранжувальником і співавтором музики багатьох
пісень альбому виступив Максим Сиволап.
На початку лютого 2019 року у АНТИТІЛ виходить спеціальна прем'єра. В рамках проєкту Руслана Горового «Так працює пам'ять» гурт представив рімейк пісні «Птаха» зі свого першого альбому.
В лютому 2020 року розпочинається друга частина всеукраїнського туру HELLO, в рамках якого відбувся лише 21 концерт через початок Covid-пандемії.
В червні 2020 року гурт Антитіла вирушає на зйомки в «Олешківські піски» на Херсонщині, та розпочинає зйомки кліпу на пісню «Кіно». Це перша ластівка з майбутнього альбому «MLNL». АНТИТІЛА наважилися масштабно втілити стилістику жанру Steampunk у музичному відео.
У жовтні 2020 року АНТИТІЛА першими серед українських музикантів розпочали концертну діяльність під час пандемії і відновили свій всеукраїнський тур — з обмеженнями, карантинними нормами і вимогою наповненості залів до 50 %, граючи по 2-3 концерти в день. За період жовтень-листопад 2020 року АНТИТІЛА відіграли концерти ще в 10 містах України.
У травні лідер гурту Антитіла бере участь у масштабному міжнародному проєкті Олександра Пономарьова «12 мов Христос Воскрес», де Тарас Тополя виконує всесвітньовідомий тропар «Христос Воскрес» англійською мовою.
У липні 2021 року АНТИТІЛА представляють новий масштабний відео-кліп «Маскарад». Зйомки встановили український рекорд з одночасної кількості акторів у кадрі музичного відео. Вісімсот людей в образах зомбі, сотні костюмів, кілограми гриму та професійні танці. У головних ролях: Тарас Тополя, музиканти гурту АНТИТІЛА та народний артист України Назар Задніпровський. Наживо пісня «Маскарад» прозвучала ексклюзивно вперше на головній сцені фестивалю AtlasWeekend 9-го липня 2021 року.
В серпні 2021 року Антитіла проводять зйомки кліпу на пісню «Стань». В кадрі — гурт Антитіла та одна з найсильніших легкоатлеток світу — Марина Бех-Романчук. Сингл виходить українською і англійською мовами.
В січні 2022 року Антитіла приєднуються до майбутнього фільму про Андрія Кузьменка «Я, Побєда і Берлін» та випускають один із саундтреків, нову інтерпритацію пісні «Чорнобиль Форева».

## Діяльність під часросійського вторгнення в Україну з 2022 року

### Військова служба
Усвідомлюючи свій громадянський обов'язок перед неминучістю вторгнення росії, учасники гурту Дмитро Жолудь, Сергій Вусик та Тарас Тополя 13 лютого 2022 року вступили до лав територіальної оборони Києва. Через кілька днів виходить перше відео з серії «Саме те ТРО», де АНТИТІЛА мали розказати на власному прикладі, як вступити до ТРО.
Разом з цим АНТИТІЛА готувалися до презентації сьомого студійного альбому MLNL, яка була запланована на 25 лютого 2022 року.
24 лютого о 5 ранку, після початку повномасштабного вторгнення росії на територію України, відправивши рано в ранці своїх дружин і дітей в безпечні місця, музиканти гурту відправилися у військкомат та стали на захист територіальної цілісності Української держави, зайнявши посади стрільців у 130 бТРО, 241 БТРО м. Києва.
З початку повномасштабного до кінця березня у складі 130 батальйону територіальної оборони міста Києва, та згідно бойових розпоряджень музиканти гурту АНТИТІЛА виконували завдання на околицях Києва та в Ірпіні, за що Тарас Тополя і Дмитро Жолудь були відзначені медалями «Честь. Слава. Держава» від громади міста Києва. Перше бойове зіткнення з ворогом їх підрозділу відбулось вночі 26 лютого, і 130 батальйон поніс перші безповоротні втрати.
13 квітня 2022 року АНТИТІЛА у складі 130 бТРО, 241 оБТО вирушили на північ Харківщини, посилюючи оборонні позиції на 1-й лінії в районі Північної Салтівки. В травні місяці музикантів розділяють, переводячи на посади водіїв-санітарів і парамедиків в різні медичні евакуаційні екіпажі.
27 травня 2022 року у складі 130 батальйону, що перебував тоді у підпорядкуванні 93-ї бригади, підрозділи музикантів займають бойові позиції на «нулі» в районі селищ Дементіївка, Прудянка, Цупівка Харківської області.
24 червня Тарас Тополя, Дмитро Жолудь, Сергій Вусик отримали звання старшого солдата.
Протягом червня — липня 2022 року, утримуючи оборону позицій, батальйон поніс величезні втрати під щільним артилерійським вогнем противника. Тільки згідно рапортів і бойових розпоряджень було надано, підрозділами в яких несли службу музиканти, медичну допомогу і здійснено евакуацію 329 поранених та загиблих побратимів. В липні 2022 року селище Дементіївка було повністю знищене.
У серпні 2022 року батальйон було виведено з передової в тил на відновлення. Музиканти і їх побратими були нагороджені медалями за оборону міста Харкова від голови міста. Наказом Міністра оборони нагороджено Сергія Вусика «Знаком пошани» за військову доблесть.

### Війна і альбом MLNL
25 лютого 2022 року, після повномасштабного нападу Росії та територію України, в день запланованого виходу нового альбому «MLNL», замість презентації учасники гурту записали відеозвернення, в якому повідомили своїх фанатів про вступ до територіальної оборони. Альбом зробили вільним у доступі. Говорячи словами учасників, вони змінили музичні інструменти на зброю.
Сьогодні ми змінили свої музичні інструменти на зброю для захисту України і приєднались до ЗСУ. А вам, наші дорогі прихильники, жінки, що чекають своїх чоловіків і наші діти, наше майбутнє покоління — СЛУХАЙТЕ, завантажуйте. Передавайте далі і гуртуйтесь. В єдності сила і перемога. Все інше зараз не важливо.

### Дует з Едом Шираном
У березні 2022 року АНТИТІЛА дізнаються, що в Бірмінгемі у Великій Британії проводитимуть благодійний
концерт на підтримку України. Музиканти вирішили звернутися до одного з хедлайнерів концерту Еда Ширана та запропонували реалізувати телеміст. АНТИТІЛА заявили, що вони не бояться грати під бомбами та готові показати світу українську столицю, Київ, яка не скорилася і не скориться ворогу, а мужньо вистояла.
Відео стало настільки вірусним, що люди на усіх континентах підтримали це звернення, зрештою Ед Ширан особисто відреагував на повідомлення від гурту.
На жаль, через те, що музиканти гурту носять зброю, каски та бронежилети, а подія несе гуманітарний характер, організатори концерту відмовили в телемості Антитілам.. Натомість гурт АНТИТІЛА отримав велику підтримку від світу, а також світових зірок — Еда Ширана, Джеймса Бланта та ін.
На початку квітня 2022 року команда Еда Ширана звернулася до гурту АНТИТІЛА з пропозицією створити колаборацію пісні «2step». Гурт, перед тим як вирушити на Харківщину,записав українською мовою другий куплет та приспів до треку.
Усі зібрані кошти з монетизації відео на Youtube та з роялті автори пісні передали благодійній ініціативі Music Saves Ukraine, створеній Всеукраїнською Асоціацією Музичних Подій UAME, що займається наданням гуманітарної допомоги українцям. За перший рік війни до цій ініціативі було спрямовано понад 85000 фунтів стерлінгів.

### Фортеця Бахмут
Вперше від початку повномасштабного вторгнення 10 лютого 2023 року АНТИТІЛА презентували повноцінну музичну прем'єру — пісню «Фортеця Бахмут», яка правдиво передає емоції та враження, пережиті гуртом за цей рік. Це присвята стійкості і подвигу українського народу, українських військових, які борються проти невиправданої агресії росії. Нове відео на пісню було зняте у січні, прямо на передовій у Бахмуті. У кадрі — справжні військові й реальна, не постановочна робота української артилерії по ворожих цілях біля міста Бахмут, прямо під час виконання бойового завдання. У відео відображена робота підрозділу 59 гаубичного артдивізіону 45 окремої артилерійської бригади — влучання по реальних ворожих цілях (скупчення техніки, БК ворога) з потужної гармати М777. Також
пісня отримала окремий відео кліп на акустичну версію, яка була присвячена загиблим побратимам 130оБТРО і в якому у якості героїв знялись військовослужбовці з рідної для музикантів 4 роти..
Пісня «Фортеця Бахмут» встановила рекорд, протримавшись на перших місцях українських радіо чартів більше року.

### Контрпропаганда
В серпні 2022 року, після виведення 130 батальйону з передової, наказом Головнокомандувача ЗСУ Валерієм Залужним музиканти були відкомандировані в Президентський полк м. Києва та долучені до інформаційної, контрпропагандної боротьби всередині країни і закордоном.
26 серпня 2022 року, на запрошення Еда Ширана, АНТИТІЛА взяли участь у концерті на Національному стадіоні у Варшаві. Виконавши спільно з Едом, перед 70000 аудиторією пісню «2Step», АНТИТІЛА підняли на сцені величезний український прапор і звернулись до міжнародної спільноти із вдячністю і закликом про надання додаткової допомоги для боротьби з російським агресором.

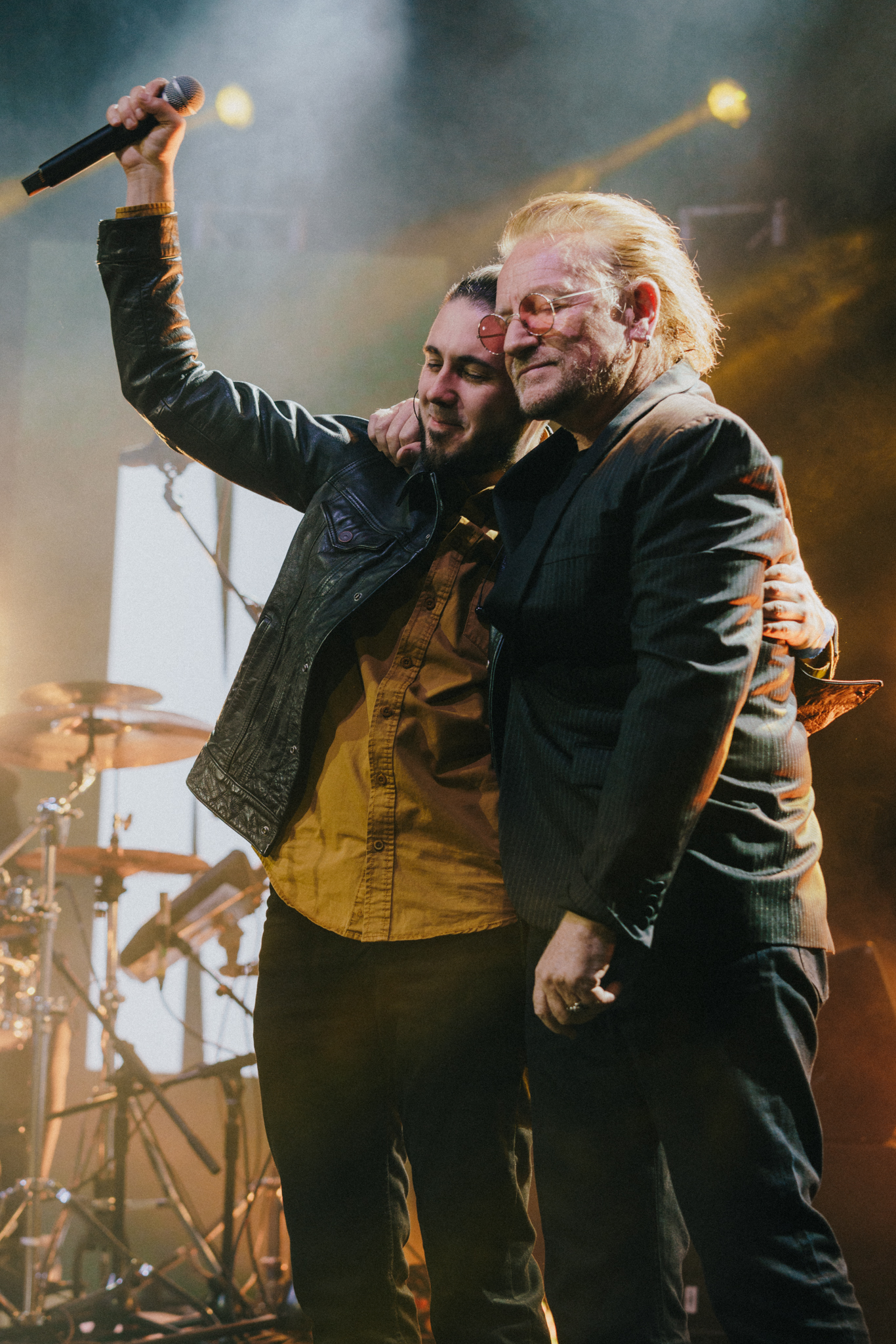
Тарас Тополя разом з Bono на сцені у Лондоні

У лютому 2023 року АНТИТІЛА розпочали навколосвітній тур, що охопив 50 міст, завітавши у країни Європи, до США, Канади та вперше серед українських музикантів відвідавши з благодійними концертами Австралію та Нову Зеландію. 27 лютого у Лондоні до виступу гурту АНТИТІЛА приєднався всесвітньо відомий гурт U2.
Тільки з Американської частини туру гурт передав на благодійну допомогу силам оборони України суму 650000 доларів США, закупивши і передавши у військові частини 10000 аптечок по стандарту IFAK.
27 квітня 2023 року АНТИТІЛА оголосили концерт в Криму, в Ялті, на стадіоні Авангард. Лише за добу було продано більше 1000 квитків на концерт, що був запланований 23 серпня 2024 року. Вже на наступний день від даного анонсу вибухнули російські пропагандисти і ЗМІ, обговорюючи у своїх сюжетах запланований виступ. Тема концерту в Ялті стала одною з найпопулярніших тем серед численних світових ЗМІ на найближчий рік. Було створено чимало ворожих ІПСО проти учасників гурту. Офіційний сайт АНТИТІЛА і квиткового оператора піддався щоденним dos-атакам. Акаунти учасників гурту всіляко намагались скомпрометувати. Вже через рік стало відомо що з самого початку партнером даного концерту є Головне управління розвідки Міністерства оборони України. 5000 проданих квитків були перетворені на донат в 4,5 млн грн для спецпідрозділу ГУР. Сам концерт був перенесений у майбутнє. Згідно заяви учасників гурту АНТИТІЛА на концерт в Ялті досі відкритий продаж квитків, і який відбудеться після деокупації Кримського півострова.

### Культура проти війни
21 червня 2023 року в рамках глобального проєкту «CulturevsWar», відбулась прем'єра документального фільму про гурт АНТИТІЛА, що було створено за ініціативи Асоціації «Дивись Українське», підтримки Європарламенту, Фонду «МХП–Громаді» та компанії «Вавілон». Було презентовано 12 документальних фільмів, Героями яких стали художники, кінооператори, письменники, фотографи, режисери, — ті люди, які в певну мить залишили своє творче ремесло і стали на захист України в перші дні повномасштабного вторгнення. Глобальний проєкт, який має на меті розповісти світу правду про українську війну. Тільки за 2023 рік, фільм про гурт АНТИТІЛА був показаний в 36 країнах на 124 заходах.
У травні 2024 року, за ініціативи Асоціації «Дивись Українське», підтримки Міністерства закордонних справ, Міністерства культури, Міністерства оборони України, АНТИТІЛА розпочали підготовку і здійснили проведення інформаційних, роз'яснювальних, контрпропагандних, благодійних, відкритих і закритих заходів на території Великої Британії і США. В рамках кожного заходу відбувався показ фільму «Culture vs War», відверте спілкування з музикантами що є військовослужбовцями, акустичне виконання пісень і благодійний аукціон для підтримки підрозділів ГУР. Новий, складний формат заходів, що тривали від 3х до 5 годин, з повними залами мали великий успіх.
У вересні 2024 року пройшов другий етап масштабного міжнародного туру проєкту «Culture VS War» за участі гурту АНТИТІЛА. У Філадельфії, Бостоні, Нью-Йорку, Чикаго, Міннеаполісі та Вашингтоні відбулися відкриті неформальні зустрічі гурту з американською і українською громадами. АНТИТІЛА закликали українську та американську громади впливати на зміни в економічних і політичних аспектах, що відкриють кисень для потужних військових операцій в боротьбі з ворогом. Також у рамках туру музиканти брали участь в заходах закритого формату з представниками уряду, політиками, дипломатами, власниками бізнесу, меценатами, громадськими та культурними діячами зокрема у Гарвардському університеті та вашингтонському Капітолії. 10 млн гривень — загальна сума зборів з благодійних аукціонів у містах США, з якою АНТИТІЛА повернулися додому, щоб передати на потреби спецпідрозділів української розвідки, що працюють на кримському напрямку.

## Кіно та відеоігри
Пісня гурту «А я відкривав тебе» 2010 стала саундтреком до короткометражного фільму «Собачий вальс» з Адою Роговцевою в головній ролі. Фільм входить до кіноальманаху «Закохані в Київ». На основі цієї кінострічки з'явився відеокліп.
2011 року декілька пісень з'явилися у російському фільмі «Прятки», а самі музиканти взяли участь у стрічці, знімаючись у ролі самих себе. Влітку цього ж року гурт записав офіційний гімн українського етапу перегонів «Формули-1» на воді. Так з'явилася пісня «F1H2O», а пізніше і відеокліп.
У листопаді 2018 року Антитіла презентували відеороботу на пісню «LEGO», головного саундтреку до нового фільму студії «Квартал 95» «Я, ти, він, вона», який вийшов у прокат напередодні Нового 2019 року. У даній відео роботі взяв участь Володимир Зеленський, відомий український комік, сценарист та актор. Пісня «LEGO» увійшла в шостий альбом групи АНТИТІЛА «HELLO».
В січні 2022 року АНТИТІЛА приєдналися до майбутнього фільму про Андрія Кузьменка «Я, Побєда і Берлін» та випускають один із саундтреків, нову інтерпритацію пісні «Чорнобиль Форева». Тарас Тополя зазначає, що це пісня його 5-6 класу і саме в цей час він вперше знайомиться з творчістю Андрія Кузьменка, зокрема з альбомами «Модна країна», «Птахи», «Мова риб», «Хробак», «Стриптиз» та ін. А у 12 років йому дарують його перший синтезатор і одна з перших пісень, яку Тарас підібрав на ньому була пісня «Чорнобиль Форева». Знаково, що через 24 роки після цих подій Антитілам запропонували переспівати саме цю пісню.
На замовлення відомого німецього розробника компьютерних ігор «Rockodile Games», та його видавця «Lesser Evil Publishing», АНТИТІЛА безкоштовно створили головний саундтрек до тактичного аркадного симулятора «Death From Above», де кожен гравець бере на себе роль українського оператора дрона під час вторгнення росії в Україну. Саундтрек у важкому, не притаманному Антитілам рок стилі вийшов 25 травня 2023 року, англійською і українською мовою, отримавши дві різні назви — «Death from Above» та «Мій сокіл». 70 % виручених коштів з продажу даної гри німецький видавець направляє на закупівлю дронів для сил оборони України.
Взимку 2018, після осінньої роботи на студії, АНТИТІЛА представили пісню «TDME», а згодом презентують Lyric-video та офіційний відео-кліп на цю композицію. Успіх треку приносить команді перші позиції в українських чартах, а телеканал «1+1» залучає пісню в якості головного саундтреку до молодіжного серіалу «Школа». В основі цієї пісні АНТИТІЛ лежить героїчна історія радянського океанографа Станіслава Курилова. Він не міг виїхати за межі Радянського Союзу, проте дуже цього хотів. Чоловік влаштував втечу і потрапив на туристичний лайнер. Станіслав плив протягом трьох днів, майже не пив та не їв. Врешті-решт чоловік доплив до Філіппінських островів. Гурт АНТИТІЛА вирішив екранізувати історію океанографа у новому кліпі.

## Скандали

### Тарас Тополя засудив риторику UNICEF Україна
Фронтмен гурту АНТИТІЛА та колишній молодіжний посол UNICEF в Україні Тарас Тополя розкритикував позицію організації, яка називає російську війну проти України «конфліктом». У своєму зверненні Тополя назвав це підміною понять і фарисейством, наголосивши на
неприйнятності такої риторики. Він заявив, що більше не хоче асоціюватися з UNICEF і попросив медіа не згадувати його в цьому статусі. Артист зазначив, що під час війни організація має, як мінімум, концептуально підтримувати жертву агресії. Однак навіть на 12-й день повномасштабної війни комунікаційні ресурси UNICEF уникали називати події війною. Тополя закликав до чесності у висвітленні ситуації та засудив мовчання щодо агресора.

### Справа про «патентний тролінг»
Гурт АНТИТІЛА виграв шестирічну судову справу проти луцького підприємця Сергія Лапковського, який вимагав понад мільйон гривень компенсації за нібито використання його патенту № 74516 на «спосіб налаштування параметрів музичної композиції». Патент бізнесмена, що базувався на давно відомих музичних принципах, музиканти назвали абсурдним і оскаржили в суді.
У травні 2024 року суд визнав патент недійсним, а Київський апеляційний суд підтвердив це рішення 19 листопада, зобов'язавши Лапковського виплатити гурту 50 тис. грн. Музиканти відзначили, що бізнесмен намагався скористатися недосконалістю законодавства, щоб тиснути на українських артистів.

### Скандал між Тарасом Тополею та Русланом Хомчаком
Фронтмен гурту АНТИТІЛА Тарас Тополя у 2020 році звинуватив тодішнього Головнокомандувача ЗСУ Руслана Хомчака в отриманні третьої службової квартири та «подарунку» Чернігівської області своїй дружині. Хомчак заперечив ці заяви, назвавши їх спробою дискредитації, та ініціював перевірку щодо розподілу житла.
Після публічних звинувачень Тополя отримав повістку до військкомату, що викликало припущення про можливу помсту. Генштаб ЗСУ спростував інформацію про причетність Хомчака до цього інциденту. Ситуація викликала широкий суспільний резонанс, піднявши питання про прозорість у військовому керівництві. Незабаром після скандалу Хомчака звільнили з посади. Тополя зазначив, що повістка стала для нього розчаруванням, але
наголосив, що не має наміру займатися політикою.

### База «Немезида»
Фронтмен гурту АНТИТІЛА Тарас Тополя та клавішник Сергій Вусик потрапили до російської бази «Немезида», яку називають аналогом українського «Миротворця». На цьому сайті вони фігурують як «нацисти 21 століття», причому їхні дані були внесені ще до повномасштабної війни.
За словами Тополі, присутність у базі не викликала у нього тривоги, але після розголосу у 2019 році поліція тимчасово забезпечила охорону його сім'ї. Він пояснив, що потрапив до «Немезиди» через активну волонтерську діяльність у 2014—2016 роках, коли гурт підтримував військових на передовій. Ці роки, за словами артиста, були присвячені допомозі українській армії, а не творчості.

## Благодійний фонд «Антитіла»
Благодійний Фонд «Антитіла» — некомерційна благодійна організація, заснована в Києві музикантами гурту АНТИТІЛА.
Історія Фонду бере свій початок з волонтерського об'єднання громадян «Вільні UA», яке навесні 2014 року почало збирати кошти, закуповувати і доставляти все необхідне безпосередньо на фронт, з метою підтримки українських громадян, задіяних у обороні України під час російської анексії Криму та війни на Донбасі. До об'єднання увійшли музиканти гурту АНТИТІЛА Тарас Тополя і Сергій Вусик, підприємець Катерина Нечаєва, режисер і письменник Руслан Горовий, а також друзі та небайдужі люди, які вважали своїм обов'язком підтримувати Україну.
Протягом наступних років волонтерське об'єднання розвинулося до повноцінного благодійного фонду. Об'єм наданої допомоги Збройним Силам України перевищив позначку у 8 млн грн, а сфера діяльності розширилася до мистецьких і гуманітарних проєктів, таких як виставка у штаб-квартирі ООН «Ukraine EXIST» у 2015 році з метою поширення правди про війну в Україні закордоном, здійснюючи контрінформаційний супротив російській пропаганді.
Під час широкомасштабної російської агресії проти України БФ «Антитіла» посилює свою роботу з допомоги Збройним Силам України, а також цивільним особам, і визначає три основних напрямки роботи: підтримка ЗСУ засобами захисту, розвідки і медицини; підтримка дітей та сімей загиблих військових, ремонт бронетанкової, вантажної та автомобільної військової техніки.
Починаючи з 2014 року, волонтерська команда фонду, завдяки друзям, небайдужим громадянам та українцям з усіх куточків світу, зібрала, закупила, доставила, передала на фронт засобів військового і гуманітарного характеру на суму більш ніж 30 млн грн. 150 тон гуманітарних вантажів тільки з 24 лютого 2022 року було доставлено на деокуповані і прифронтові території, на передову ЗСУ передано десятки автомобілів і десятки відремонтовано.
Для потреб підрозділів ГУР був куплений евакуаційний човен — 12-метровий плавзасіб оснащений новітнім навігаційним та радіо обладнанням, двома двигунами на 800 кінських сил, що дозволяє рухатися зі швидкістю до 95 км. Дальність ходу — 500 км. Під час медичної евакуації катер може вміщувати до 16 осіб: 12 пасажирів, ще 2 у лежачому положенні та 2 представники медичної команди.
Для благодійних аукціонів у рамках американського туру на підтримку проєкту «Culture VS War» на інший континент в якості лотів було доставлено 600 кг унікальних бойових трофеїв. Вперше на території США на аукціоні був проданий унікальний артефакт війни — цілий та неушкоджений розвідувальний БПЛА «Орлан-10», що активно використовувався ворогом для спостереження та коригування артилерії.
На регулярній основі для дітей загиблих побратимів із 130 батальйону фонд організовував відпочинок у Болгарії. Це колективні психологічні сесії, індивідуальні консультації, пізнавальні екскурсії, творчі, музичні, спортивні майстер-класи тощо. Все це допомагає дітям
перезавантажитися, отримати психологічну підтримку й допомогу, зрозуміти власні емоції, спробувати нові захоплення, покращити навички улюблених хобі, різносторонньо розвиватися.
20 березня 2025 року гурт «Антитіла» передав представникам ГУР бойовий катер Т12 оснащений усім необхідним, вартістю 10,5 млн грн для виконання бойових задач

## Склад гурту
- Тарас Тополя — вокал, тексти (з 2005)
- Сергій Вусик — клавішні, аранжування (з 2008)
- Михайло Чирко — бас (з 2017)
- Дмитро Жолудь — гітара (з 2016)
- Дмитро Водовозов — ударні (з 2017)

### Колишні учасники
- Олена Лівцун — вокал (2004—2005)
- Максим Сиволап  — гітара, бас-гітара, клавішні, барабани (2004—2005)
- 2 Secial Live Project  — бас-гітара, клавішні, барабани (2004—2005)
- Тимофій Таценко  — гітара (2005—2006)
- Андрій Дворніков  — бас-гітара (2005—2006)
- Вадим Хохлов  — гітара (2006—2007)
- Віктор Богуцький  — бас-гітара (2006—2008)
- Олександр Віноградов  — гітара (2007—2008)
- Владислав Годинський — клавішні, бек-вокал, співзасновник (2004—2008)
- Олексій Скурідін — ударні (2004—2011)
- Ерланд Сиволапов — ударні (2011—2012)
- Віктор Раєвський — бас (2008—2015)
- Микита Чухрієнко — гітара (2008—2016)
- Денис Швець — ударні (2012—2017)
- Микита Астраханцев — бас (2015—2017)

## Дискографія

### Альбоми
- 2008 — «Будувуду»
- 2011 — «Вибирай»
- 2013 — «Над полюсами»
- 2015 — «Все красиво»
- 2016 — «Сонце»
- 2019 — «Hello»
- 2022— «MLNL»

### Сингли
| 2019                                       | "Вірила                  | 2 | Hello             |
| 2020                                       | «Буде син» (Bakun Remix) | 4 | Сингл без альбому |
| 2020                                       | «Кіно»                   |   | Сингл без альбому |
| «—» означає, що сингл не увійшов до чарту. |                          |   |                   |

## Відеографія
| Рік  | Кліп                                            | Режисер                                          | Альбом         |
| ---- | ----------------------------------------------- | ------------------------------------------------ | -------------- |
| 2008 | «Маямі»                                         | Андрій Рожен                                     | «Будувуду»     |
| 2008 | «Будувуду» (дві версії)                         | Андрій Рожен                                     | «Будувуду»     |
| 2009 | «Вибирай»                                       | Андрій Рожен                                     | «Вибирай»      |
| 2009 | «Рожеві діви»                                   | Олександр Ковтун                                 | «Вибирай»      |
| 2010 | «Бери своє»                                     | Олександр Ковтун                                 | «Будувуду»     |
| 2011 | «Біла ворона»                                   | Андрій Рожен                                     | «Вибирай»      |
| 2011 | «Смотри в меня»                                 | Віктор Придувалов                                | «Вибирай»      |
| 2012 | «А я відкривав тебе» (за участю Ади Роговцевої) | Сергій Зейналов                                  | «Вибирай»      |
| 2012 | «Anthem F1H2O»                                  | Сергій Вусик                                     | без альбому    |
| 2012 | «І всю ніч»                                     | Дмитро Шевчук                                    | «Над полюсами» |
| 2012 | «Невидимка» (дві версії)                        | Олександр Ковтун                                 | «Вибирай»      |
| 2012 | «Полинезийская зима» (спільно з Табула Раса)    | Олексій Веренчик                                 | «Над полюсами» |
| 2013 | «Тебе, моя невеста»                             | Олексій Веренчик                                 | «Над полюсами» |
| 2013 | «Їдем, їдем»                                    | Олексій Веренчик                                 | «Над полюсами» |
| 2013 | «Як ангели»                                     | Олексій Веренчик                                 | «Над полюсами» |
| 2014 | «Над полюсами»                                  | Руслан Горовий                                   | «Над полюсами» |
| 2015 | «Завжди моя»                                    | Кадім Тарасов                                    | «Все красиво»  |
| 2015 | «Мені тебе мало»                                | Кадім Тарасов                                    | «Все красиво»  |
| 2015 | «У книжках»                                     | Володимир Шурубура                               | «Все красиво»  |
| 2016 | «Люди, як кораблі»                              | Андрій Кириллов                                  | «Сонце»        |
| 2016 | «Молоком»                                       | Олександр Швець                                  | «Все красиво»  |
| 2016 | «Танцюй»                                        | Дмитро Маніфест Дмитро Шмурак                    | «Сонце»        |
| 2016 | «Одинак»                                        | Віктор Придувалов                                | «Сонце»        |
| 2017 | «Фари»                                          | Дмитро Маніфест Дмитро Шмурак                    | «Сонце»        |
| 2017 | «TDME»                                          | Радислав Лукін                                   | «Hello»        |
| 2018 | «Лови момент»                                   | Дмитро Маніфест Сергій Вусик                     | «Hello»        |
| 2018 | «Lego»                                          | Сергій Вусик Ростислав Васильєв Антон Шатохін    | «Hello»        |
| 2019 | «Вірила»                                        | Сергій Вусик Юрій Алексеенко Тарас Тополя        | «Hello»        |
| 2019 | «Hello»                                         | Олексій Веренчик Юджин                           | «Hello»        |
| 2020 | «Кіно»                                          | Сергій Вусик Ростислав Васильєв Олексій Веренчик | «MLNL»         |
| 2021 | «Маскарад»                                      |                                                  | «MLNL»         |
| 2021 | «Стань»                                         |                                                  | «MLNL»         |
| 2024 | «Поламані»                                      | Віктор Скуратовський                             |                |
| 2024 | «Вдома»                                         |                                                  |                |

## Саундтреки
- 2017 — «Одинак» (пісня «Одинак» грає на початку кожної серії)
- 2018 — «Школа» (пісня «TDME» грає на початку кожної серії)
- 2018 — «Я, ти, він, вона» (пісня «Lego»)[47]
- 2023 — Death From Above (пісні «Мій сокіл» і «Death From Above»)[48][49]
- 2024 — «Я, „Побєда“ і Берлін» (пісня «Чорнобиль форева»)

## Нагороди та номінації
| Рік  | Премія                            | Номінація               | Результат | Примітка                | Дж.    |
| ---- | --------------------------------- | ----------------------- | --------- | ----------------------- | ------ |
| 2018 | Золота Жар-Птиця (7-ма церемонія) | Найкращий рок-гурт      | Перемога  |                         |        |
| 2018 | M1 Music Awards                   | Хіт року                | Номінація | «TDME»                  | [ 51 ] |
| 2023 | YUNA                              | Пісня незламної України | Перемога  | «2step» (feat Ед Ширан) | [ 52 ] |

## Нотатки
1. ↑  репертуар «Антитіла» переважно складається з пісень українською, але в них також є 4 пісні російською: Смотри в меня (2011), Тебе моя невеста (2013), Племя (2013), Полинезийская зима (2013)